# Развој светског рекорда у бацању кугле у дворани за жене
Први светски рекорд у бацању кугле у женској конкуренцији у дворани евидентиран је стране Федерације Спортске Женске Интернационале (ФСФИ) 1924. ФСФИ је апсорбована од стране ИААФ {Међународне асоцијације атлетских федерација} (ИААФ) 1936, која од свих најбољих резултата на свету ратификовала закључно са 1. јануаром 2019. само један Хелене Фибингерове (22,50) постигнут 19. фебруара 1977. године.
У почетку кугла је била тешка 3,620 кг, а данас се у женској конкуренцији користи кугла од 4 кг.

### Светски рекорди у бацању кугле у дворани за жене
Рекорди ратификовани од ИААФ-а
Најбољи резултати на свету са куглом од 3,620 кг.
| Резултат (м) | Атлетичарка       | Земља               | Датум             | Место            |
| ------------ | ----------------- | ------------------- | ----------------- | ---------------- |
| 10,08        | Марџори Јанг      | САД                 | 7. март 1924      | Брин Мавр, САД   |
| 10,67        | Марта Голмиц-Грас | Вајмарска република | 17. јануар 1926.  | Берлин, Немачка  |
| 11,32        | Вилхелмина Луксем | Вајмарска република | 14. фебруар 1926. | Хамбург, Немачка |
| 11,56        | Рена Макдоналд    | САД                 | 16. фебруар 1928. | Бостон, САД      |
| 11,98        | Рена Макдоналд    | САД                 | 30. март 1929.    | Бостон, САД      |
| 12,47        | Рена Макдоналд    | САД                 | 14. април 1934.   | Бруклин, САД     |
| 12,67        | Хелен Стивенс     | САД                 | 12. фебруар 1936  | Сент Луис,САД    |
| 12,77        | Хелен Стивенс     | САД                 | 25. март 1936.    | Чикаго, САД      |
| 13,45        | Хелен Стивенс     | САД                 | 23. април 1937.   | Сент Луис], САД  |

Најбољи резултати на свету са куглом од 4 кг.
| Резултат (м) | Атлетичарка           | Земља               | Датум              | Место                   |
| ------------ | --------------------- | ------------------- | ------------------ | ----------------------- |
| 10,14        | Паула Моленбауер      | Вајмарска република | 26. јануар 1930    | Хамбург,Немачка         |
| 12,28        | Грете Хојблајн        | Вајмарска република | 27. фебруар 1932.  | Дортмунд, Немачка       |
| 12,56        | Геновефа Џејзик       | Пољска              | 6. фебруар 1938.   | Познањ, Пољска          |
| 13,11        | Гизела Мауермајер     | Трећи рајх          | 3. фебруар 1940.   | Минхен,Немачка          |
| 13,35        | Маријане Шулце÷Ентруп | Западна Немачка     | 7. фебруар 1947.   | Бремен, Западна Немачка |
| 14,22        | Татјана Севрјукова    | СССР                | фебруар 1947.      | Москва, СССР            |
| 14,47        | Татјана Севрјукова    | СССР                | фебруар 1947.      | Лењинград, СССР         |
| 14,55        | Татјана Севрјукова    | СССР                | 23. фебруар 1948.  | Москва, СССР            |
| 15,47        | Галина Зибина         | СССР                | 1. март 1954.      | Лењинград, СССР         |
| 16,03        | Галина Зибина         | СССР                | 31. октобар 1954.  | Лењинград, СССР         |
| 16,09        | Галина Зибина         | СССР                | 1, март 1958.      | Лењинград, СССР         |
| 16,38        | Галина Зибина         | СССР                | 9. март 1958.      | Лењинград, СССР         |
| 17,11        | Тамара Прес           | СССР                | 17. јануар 1960.   | Лењинград, СССР         |
| 17,15        | Тамара Прес           | СССР                | 19. март 1961.     | Лењинград, СССР         |
| 17,18        | Тамара Прес           | СССР                | 26, март 1963      | Лењинград, СССР         |
| 17,19        | Ренате Гариш          | Источна Немачка     | 9. фебруар 1964.   | Берлин, Источна Немачка |
| 17,70        | Тамара Прес           | СССР                | 2. април 1964.     | Лењинград, СССР         |
| 17,75        | Тамара Прес           | СССР                | 26. март 1965.     | Лењинград, СССР         |
| 17,86        | Надежда Чижова        | СССР                | 22. децембар 1967. | Лењинград, СССР         |
| 18,28        | Надежда Чижова        | СССР                | 28. јануар 1968.   | Лењинград, СССР         |
| 18,36        | Надежда Чижова        | СССР                | 18, јануар 1970.   | Лењинград, СССР         |
| 18,44        | Надежда Чижова        | СССР                | 1, фебруар 1970.   | Москва, СССР            |
| 18,60        | Надежда Чижова        | СССР                | 15. март 1970.     | Беч, Аустрија           |
| 18,62        | Надежда Чижова        | СССР                | 16. јануар 1971.   | Лењинград, СССР         |
| 18,66        | Марита Гумел          | Источна Немачка     | 14, фебруар 1971.  | Берлин, Источна Немачка |
| 18,74        | Марита Гумел          | Источна Немачка     | 20. фебруар 1971.  | Берлин, Источна Немачка |
| 19,22        | Марита Гумел          | Источна Немачка     | 20. фебруар 1971.  | Берлин, Источна Немачка |
| 19,35        | Марита Гумел          | Источна Немачка     | 20. фебруар 1971.  | Берлин, Источна Немачка |
| 19,54        | Марита Гумел          | Источна Немачка     | 28. фебруар 1971.  | Берлин, Источна Немачка |
| 19,70        | Надежда Чижова        | Источна Немачка     | 13. март 1971.     | Софија, Бугарска        |
| 20,36        | Хелена Фибингерова    | Чехословачка        | 16. фебруар 1974.  | Софија, Бугарска        |
| 20,40        | Надежда Чижова        | Источна Немачка     | 2, март 1974.      | Москва, СССР            |
| 20,75        | Хелена Фибингерова    | Чехословачка        | 16. фебруар 1974.  | Софија, Бугарска        |
| 21,13        | Хелена Фибингерова    | Чехословачка        | 9. март 1974.      | Гетеборг, Шведска       |
| 21,58        | Хелена Фибингерова    | Чехословачка        | 15. фебруар 1975.  | Острава, Чехословачка   |
| 21,66        | Хелена Фибингерова    | Чехословачка        | 2. фебруар 1977.   | Будимпешта, Мађарска    |
| 22,50        | Хелена Фибингерова    | Чехословачка        | 19. фебруар 1977.  | Јаблонец, Чехословачка  |